# 10478 Alsabti
10478 Alsabti eller 1981 WO är en asteroid i huvudbältet som upptäcktes den 24 november 1981 av den amerikanske astronomen Edward L.G. Bowell vid Anderson Mesa Station. Den är uppkallad efter Abdul Athem Alsabti.
Asteroiden har en diameter på ungefär 11 kilometer och den tillhör asteroidgruppen Eos.